# Accélérateur pour matériau cimentaire
Pour les articles homonymes, voir Accélérateur.
Un accélérateur est un adjuvant pour matériaux cimentaires tels que les coulis, les mortiers de ciment et les bétons de ciment. Il est utilisé pour accélérer la réaction d’hydratation du ciment. L’hydratation du ciment est la réaction chimique qui a lieu entre le ciment et l’eau. Deux types de accélérateurs existent : les accélérateurs de prise et les accélérateurs de durcissement.

## Composition
Les accélérateurs sont composés de sels inorganiques de calcium ou de sodium tels que le nitrate de calcium (Ca(NO3)2), le nitrate de sodium (NaNO3) et le chlorure de calcium (CaCl2) mais ce dernier est moins utilisé car il a un effet corrosif sur les armatures métalliques.

## Effets sur le béton frais
En plus du raccourcissement du temps de prise, les accélérateurs peuvent induire une augmentation rapide de la chaleur due à l’hydratation du ciment.

## Effets sur le béton durci
Les accélérateurs réduisent généralement la résistance mécanique du produit fini et son imperméabilité à l’eau.

## Utilisations
Les accélérateurs sont utilisés lorsque :
- une performance mécanique élevée est attendue rapidement : c’est le cas quand le béton est mis en œuvre au contact de l’eau (en mer ou dans les cours d’eau) ;
- le temps est froid.

Les accélérateurs sont surtout utilisés dans le béton projeté et le béton précontraint.